# Файфман, Александр Анатольевич
Алекса́ндр Анато́льевич Фа́йфман (род. 10 августа 1967, Саратов) — российский продюсер. Первый заместитель генерального директора — генеральный продюсер «ОРТ/Первого канала».

## Биография
Родился в Саратове. В 1984 году закончил обучение в местной средней школе № 13.
В 1988 году окончил театральный факультет Саратовской государственной консерватории им. Л. В. Собинова (курс В. З. Федосеева), затем работал как актёр в Саратовском ТЮЗе и на Саратовском телевидении. В конце 1980-х — один из основателей Саратовского рок-клуба. Барабанщик группы «Похоронное бюро».
В 1990 году переехал в Москву и стал работать на телевидении, дебютировав в программе «Рок-урок». После увольнения из театра и детской редакции занимался режиссурой музыкальных клипов (первый из них — на песню «Я — то, что надо» группы «Браво»). Впоследствии сотрудничал и с другими исполнителями, в частности, руководил созданием видеоклипа Валерия Меладзе на песню «Лимбо» (1994). Также был режиссёром музыкальных передач и мероприятий: «Рождественские встречи» Аллы Пугачёвой (1992—1994), российская телеверсия World Music Awards (1995), шоу «Майя Плисецкая на Красной площади» (1996), концерт «Жан-Мишель Жарр в Москве» (1997).
С 1995 по 1996 гг. — художественный руководитель курса в Институте телевидения и радиовещания.
С 1996 по 1997 гг. — арт-директор рекламного агентства ВИD.
С 1997 по 1998 гг. — главный режиссёр, заместитель главного продюсера НТВ. В этой должности был постановщиком проектов «Новогодняя ночь в опере» и «Весь Жванецкий».
С 1998 по 2001 гг. — главный режиссёр, заместитель генерального продюсера телекомпании ВИD. Был режиссёром и продюсером трансляции церемонии вступления в должность Президента РФ Владимира Путина в 2000 году, главным режиссёром Прямых линий с Президентом России в 2001 и 2002 годах.
С июня 2001 года по настоящее время — генеральный продюсер ОАО «Первый канал» (до 2 сентября 2002 г. — ОАО «Общественное Российское Телевидение»; сокр. — ОАО «ОРТ»). Был назначен на данную должность Константином Эрнстом.
С октября 2007 года по настоящее время — первый заместитель генерального директора АО «ОРТ/Первый канал» (совмещает данную должность с постом генерального продюсера канала).
Исполнительный продюсер церемоний открытия и закрытия Олимпийских и Паралимпийских игр в Сочи (2014).
В ночь с 21 на 22 августа 2016 года в паре с Владимиром Гомельским комментировал Церемонию закрытия летних Олимпийских игр в Рио-де-Жанейро на «Первом канале».
В середине апреля 2017 года возглавил Совет директоров ЗАО «Производственное объединение „Космос“», входящего в госкорпорацию «Ростех». Комментируя это назначение, представитель «Роскосмоса» заявил, что управленческий опыт Александра Файфмана поможет компании в ближайшее время разработать стратегию развития и стать конкурентоспособной на рынке авиаперевозок.
В мае 2022 года журналист Роман Супер сообщил о том, что Файфман покинул Россию и улетел в Дубай.

## Семья, личная жизнь
Младший брат — Ефим Анатольевич Файфман (р. 12 марта 1974), композитор. Автор некоторых песен из репертуара Александра Буйнова. Также писал музыку к различным шоу «Первого канала» («Ледниковый период», «Цирк со звёздами», «Давай поженимся!», «Призрак оперы», «Болеро» и т. д.) и телесериалам («Бес в ребро, или Великолепная четвёрка», «Спящие»).
Жена — Ольга Лифатова. Есть сын Семён, выпускник МГИМО.

## Продюсерская фильмография
1. 2002 — Золушка
2. 2003 — За двумя зайцами
3. 2005 — Двенадцать стульев

## Премии и достижения
- Благодарность Президента Российской Федерации (31 октября 2002) — за активное участие в подготовке и проведении международных мероприятий с участием Президента Российской Федерации[20].
- Благодарность Президента Российской Федерации (13 июля 2004) — за активное участие в подготовке и проведении церемонии вступления в должность Президента Российской Федерации[21].
- Орден Почёта (27 ноября 2006) — за большой вклад в развитие отечественного телерадиовещания и многолетнюю плодотворную деятельность[22].
- Премия Правительства РФ и благодарность Президента РФ за организацию трансляции военно-морского парада в городе Санкт-Петербурге, приуроченного ко Дню Военно-Морского Флота. Премия передана в Благотворительный фонд помощи хосписам «Вера».
- Орден «За заслуги перед Отечеством» IV степени (вручён 19 сентября 2014 года)[23].
- Член Академии Российского телевидения (с 2001 года).
- Член международной телеакадемии EMMY Awards International (c 2008 года).
- Пять премий «ТЭФИ» в номинациях «Продюсер года» и «Лучшая развлекательная программа» (проекты «Новогодняя ночь на НТВ», «Звёзды на льду», «Цирк со звёздами», «Ледниковый период»).
- Обладатель трех премий «Овация» в номинациях «Лучший видеоклип», «Лучший режиссёр» и «Лучшее шоу».
- В 2009 году был удостоен премии Госкомспорта за популяризацию спорта в телепроекте «Ледниковый период».
- В 2015 году получил благодарность Президента РФ за активное участие в подготовке и проведении мероприятий, посвящённых 70-летию Победы в Великой Отечественной войне.
- Премия Правительства Российской Федерации в области СМИ (13 декабря 2017 года) — за организацию трансляции военно-морского парада в Санкт-Петербурге, приуроченного ко Дню военно-морского флота[24]
- Премия «Скрипач на крыше» в номинации «Благотворительность» (вручена в 2019 году) — за многолетнюю поддержку подростковых развивающих лагерей и содействие открытию детского сада «Мир интеллекта»[25].